# Ning Zetao
Ning Zetao, född 6 mars 1993 i Zhengzhou i Kina, är en kinesisk simmare, mest känd för allmänheten för sitt VM-guld på 100 m frisim vid mästerskapen i Kazan 2015 och för att vara den första asiatiska simmaren att simma 100 m frisim på under 48 sekunder.
Ning blev 2011 ertappad med att ha använt det förbjudna medlet Clenbuterol och han stängdes av för dopning under 1 års tid.